# Musiques de concert de Hindemith

Les Musiques de concert sont des œuvres pour orchestre de chambre de Paul Hindemith. Au nombre de quatre, elles s'apparentent par l'écriture musicale au genre du concerto baroque.

## Musique de concert pour orchestre à vents opus 41
Composée en 1926, elle est créée la même année par Hermann Scherchen à Donaueschingen.
1. Ouverture concertante
2. Six variations sur l'air Prinz Eugen, der etler Ritter
3. Marche

Durée d'exécution: quinze minutes

### Instrumentation
un piccolo (doubl. une flûte), un hautbois, une petite clarinette en mi bémol, trois clarinettes en si bémol, deux bugles, deux cors, deux tenorhorns en si bémol (saxhorn baryton), un bariton (euphonium), trois trompettes, trois trombones, deux ou trois tubas, caisse claire, grosse caisse, cymbales

## Musique de concert pour alto solo et grand orchestre de chambre opus 48
Composée en 1930, elle est créée la même année par Wilhelm Furtwängler et le compositeur à l'alto.
1. Vif
2. Lent (calme)
3. Vif
4. Lent légèrement animé)
5. Vif

### Instrumentation
- deux flûtes, hautbois, cor anglais, clarinette, clarinette basse, deux bassons, contrebasson, trois cors, deux trompettes, trombone, tuba basse, quatre violoncelles, quatre contrebasses.

## Musique de concert pour piano, cuivres et deux harpes opus 49
Composée en 1930 et créée la même année par Hugo Kortschak à Chicago.

### Instrumentation
- piano, quatre cors, trois trompettes, deux trombones, tuba, deux harpes.

## Musique de concert pour orchestre à cordes et cuivres opus 50
Composée en 1930 et créée en 1931 par Serge Koussevitsky à Boston.
1. Mit kraft (avec force)
2. Vif -lent - vif

### Instrumentation
- quatre cors, quatre trompettes, trois trombones, tuba basse, cordes.

## Source
- François-René Tranchefort, Guide de la musique symphonique, éd.Fayard 1986 p.360